# Packisch
Packisch ist ein Ortsteil der Gemeinde Arzberg im Landkreis Nordsachsen in Sachsen.

Packisch auf einer geschichtlichen Karte des Kreises Liebenwerda (1910).

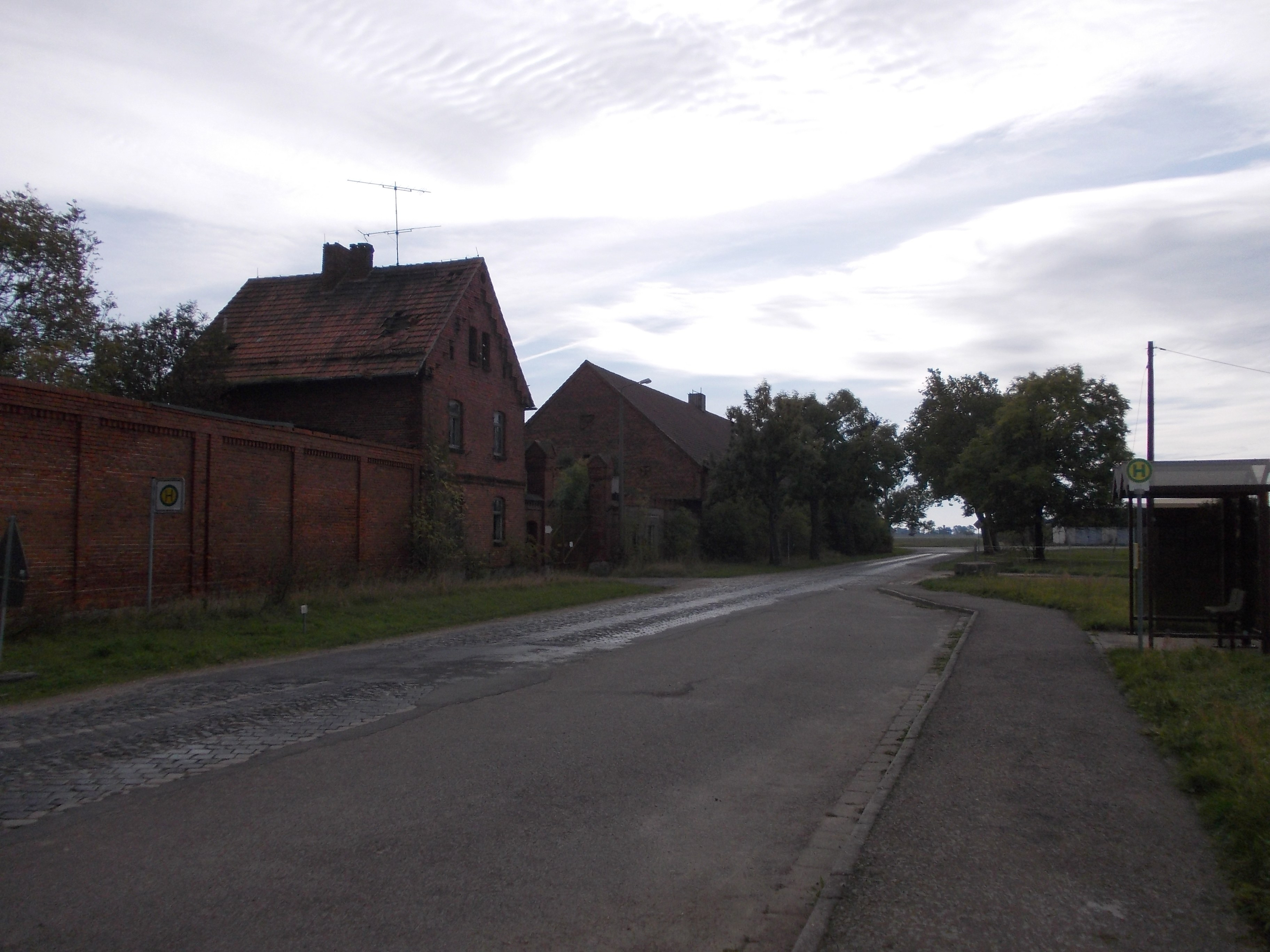
Mühlberger Straße in Packisch

## Lage
Packisch befindet sich nordöstlich von Belgern und südöstlich von Arzberg vor Stehla an der Staatsstraße 25. Die Gemarkung befindet sich im Übergang zum Elbetal.

## Geschichte
Das 1378 genannte Einzelgut war ein Herrensitz. Er entwickelte sich zum Gutsbezirk. 1529 wurde von einem Vorwerk berichtet, dann war es 1791 Vorwerk und Schäferei und ab 1880 königliche Domäne. Mit dieser Entwicklung ging auch die der Einwohnerzahl einher. 1551 lebten im Vorwerk 2 besessene Mann, 1 Gärtner und 26 Inwohner, 1818 waren es 129 und 1895 124 Einwohner. Sie waren nach Blumberg (Arzberg) eingepfarrt. Der Ort nannte sich 1240 Pokebusch. Die Schreibweise änderte sich im Laufe der Zeit bis 1791 auf Packisch. Die übergeordnete Behörde war 1378 in Torgau, dann Mühlberg/Elbe, Liebenwerda und ist seit 1994 wieder Torgau. Nach 1945 gingen die Bewirtschafter der Landwirtschaftsbetriebe den ostdeutschen Weg.